# 李鑾宣
李鑾宣（1758年—1817年），字伯宣，號石農，別署散花龕主，山西靜樂人。清朝政治人物，進士出身，善诗。

## 生平
乾隆五十五年（1790年）登進士，改刑部主事。乾隆五十七年（1792年）任提牢廳。乾隆五十八年（1793年）改安徽司主事。乾隆六十年（1795年）升任湖廣司員外郎。嘉慶三年（1798年）任浙江溫處道。嘉慶九年（1804年）任雲南按察使。因事遣戍新疆迪化州。嘉慶十六年（1811年）改兵部武庫司主事、直隸天津道。嘉慶十九年（1814年）任通永道、直隸按察使。次年改廣東按察使、四川布政使。嘉慶二十二年（1817年）護理四川總督、后改任雲南巡撫。
喜游历，与旗人诗人法式善、乾隆四十年(（1775）进士曹锡龄（号定轩；父乾隆十九年進士曹学闵；子嘉慶己未科進士曹汝淵）相唱和。著有《堅白石齋詩集》16卷（蒋攸铦序）。